# Apodrassus andinus
Apodrassus andinus là một loài nhện trong họ Gnaphosidae. Loài này săn mồi ban đêm trong khi ban ngày thì ẩn mình dưới các tảng đá và lá cây. Cơ thể chúng có hình oval, hẹp và chỉa về phia sau.
Apodrassus andinus được Ralph Vary Chamberlin miêu tả năm 1916, và chỉ tìm thấy ở Peru.